# Styraconyxidae
Famille
Les Styraconyxidae sont une famille de tardigrades. 

## Liste des genres
Selon Degma, Bertolani et Guidetti, 2016 :
- Angursa Pollock, 1979
- Bathyechiniscus Steiner, 1926
- Lepoarctus Kristensen & Renaud-Mornant, 1983
- Paratanarctus D'Addabbo Gallo, Grimaldi de Zio, Morone De Lucia & Troccoli, 1992
- Pleocola Cantacuzène, 1951
- Raiarctus Renaud-Mornant, 1981
- Rhomboarctus Renaud-Mornant, 1984
- Styraconyx Thulin, 1942
- Tetrakentron Cuénot, 1892
- Tholoarctus Kristensen & Renaud-Mornant, 1983

## Publication originale
- Kristensens & Renaud-Mornant, 1983 : Existence d'arthrotardigrades semi-benthiques de genres nouveaux de la sous-famille des Styraconyxinae subfam. nov. Cahiers de Biologie Marine, vol. 24, no 3, p. 337-353.